# Packard 300
Packard 300 — легковой автомобиль, выпускавшийся Packard с 1951 по 1952 модельный год.

## История
Автомобили производились в Детройте, штат Мичиган.
В 1951 году модельный ряд Packard подвергся редизайну под руководством Джона Рейнхардта (John Reinhart), получив новые шасси. Модель 300 находилась в верхней части среднего диапазона модельного ряда Packard, находясь выше моделей 200 и 250. На вершине же линейки Packard находилась модель Patrician 400.
300 выпускались преимущественно с кузовами 4-дверный седан. Имея 127-дюймовую (3226 мм) колёсную базу, модель имела все опции 200 и 250, а также тонированные стёкла и тканевую обивку сидений. На капоте располагался изящный хромированный пеликан и орнамент Packard. Характерная конструкция задней части крыши, «обёрнутая» вокруг заднего стекла, была заимствована у модели Patrician.
Внешне 300 отличались наличием хромированных молдингов на крыльях и дверях, колёсных дисков, радиаторной решётки с «клыками».
Под капотом находился рядный 8-цилиндровый двигатель «Packard Super Eight» рабочим объёмом 327 куб. дюймов (5,4 л), аналогичный модели 250. Стандартной являлась 3-ступенчатая механическая коробка передач, опционально ставилась автоматическая трансмиссия «Packard Ultramatic».
К 1952 году производство автомобилей Packard резко сократилось, составив чуть более 63,000 единиц.
В 1953 году Packard 300 был заменён на Packard Cavalier, поскольку компания Packard отказалась от строгой числовой нумерации своих моделей. В 1951 году выпущено 15,309 машин, в 1952 — 6,705; всего произведено 22,309 экземпляров.